# Rutgers van Rozenburg

De familie Rutgers van Rozenburg is een van oorsprong Duits adellijk geslacht dat na de val van Antwerpen naar Nederland verhuisde, in 1697 in de Rijksadelstand werd verheven en in 1816 in de Nederlandse adel werd ingelijfd.

## Geschiedenis
De stamreeks begint met Rut Bufkens cijnsplichtig te Neeritter in 1490. Zijn kleinzoon David Ruthgeers (geboren omstreeks 1520, overleden 1587) werd koopman in zijden stoffen te Antwerpen. Diens zoon (1555-1623) vestigde zich in 1615 vanuit Haarlem te Amsterdam. Diens kleinzoon David Rutgers (van Rozenburg) (1629-1707), koopman, werd verheven in de Rijksadelstand. Zijn nakomelingen voerden daarna geregeld de familienaam Rutgers van Rozenburg. Twee zonen van Davids achterkleinzoon Leonard (1723-1791) werden in 1816 ingelijfd in de Nederlandse adel.
Het geslacht leverde kooplieden, bestuurders, juristen. De roetkapaffaire gaf in 1965 bekendheid aan de familie.

## Bekende telgen
jhr. mr. David Rutgers van Rozenburg (1794-1857), president arrondissementsrechtbank Amsterdam
- jhr. mr. David Rutgers van Rozenburg (1815-1865), gemeenteraadslid van Amsterdam, lid van Provinciale en van Gedeputeerde Staten van Noord-Holland
  - jhr. David Rutgers van Rozenburg (1854-1929), secretaris van de Hoge Raad van Adel
- jhr. Louis Rutgers van Rozenburg (1826-1908)
  - jhr. dr. Lucas Maximiliaan Rutgers van Rozenburg (1870-1934)
    - jhr. mr. Lucas Maximiliaan Rutgers van Rozenburg (1907-1994), secretaris-penningmeester hoogheemraadschap
      - jkvr. Sonia Rutgers van Rozenburg (1942), halfzus van mr. Martine Labouchere (1936); trouwde in 1966 met mr. Willem baron van Lynden, heer van Keppel en Barlham (1943), oud-bankdirecteur en bewoners van Kasteel Keppel
      - jhr. David Louis Leonard Rutgers van Rozenburg (1944-1965), overleden na de roetkapaffaire

  - jhr. mr. Jan Willem Hendrik Rutgers van Rozenburg (1874-1956), Tweede Kamerlid
- jhr. mr. Jan Willem Hendrik Rutgers van Rozenburg (1830-1902), Tweede en Eerste Kamerlid

## Trivia
De familie Rutgers van Rozenburg was eigenaar van het Naardermeer, thans van Natuurmonumenten.
De familie Rutgers van Rozenburg was ook eigenaar van het Lutkemeer. Nu de Lutkemeerpolder.